# Montgómassief
Het Montgómassief is een berg in het noorden van Alicante tussen de steden van Denia en Jávea.
De berg rijst zeer sterk op uit het dal eromheen en domineert de skyline kilometers in de omtrek. De steile kliffen zijn de thuisbasis van enkele van de meest unieke flora en fauna in Spanje. De berg is bekend om zijn rotsformaties, kliffen, grotten en natuurlijke havens.
Gezien vanaf de kant van Jávea wordt vaak gezegd dat ze op de kop en de slurf van een olifant lijkt. De berg is gemakkelijk te bereiken via de snelweg CV-736 die Denia verbindt met Jávea, die beide toegankelijk zijn via de snelweg AP-7 of de N-332 nationale snelweg.

## Omliggende gemeentes
Denia, Gata de Gorgos, Pedreguer en Jávea

## Klimaat
Het park heeft een typisch mediterraan klimaat. De zomers zijn warm en de winters waarin de meeste regenval plaatsvindt zijn zacht. De zomers kunnen voor bergbeklimmers gevaarlijk zijn omdat het in de bergen extra heet wordt. 